# Turekovac
Turekovac (em cirílico: Турековац) é uma vila da Sérvia localizada no município de Leskovac, pertencente ao distrito de Jablanica, na região de Jablanica. A sua população era de 1484 habitantes segundo o censo de 2002.

## Demografia
| 1948  | 1953  | 1961  | 1971  | 1981  | 1991  | 2002  | 2011  |
| ----- | ----- | ----- | ----- | ----- | ----- | ----- | ----- |
| 1 453 | 1 591 | 1 730 | 1 783 | 1 860 | 1 804 | 1 794 | 1 484 |